# El Montmell-Marmellar
El Montmell-Marmellar és un espai natural protegit de la serra calcària del sistema Prelitoral, situada a la part més meridional de l'anomenat bloc del Gaià. El Puig de la Talaia, que assoleix els 861 metres, és singular per la seva posició com a façana davant la Mediterrània, que separa les comarques de l'Alt Camp i del Baix Penedès. Presenta una singularitat orogràfica d'especial interès paisatgístic. Cal considerar també els valors de l'alzinar litoral i d'algunes espècies singulars de fauna invertebrada.

## Medi físic
El relleu del Montmell-Marmellar, el formen roques calcàries cretàciques, dolomies juràssiques i algunes taques menys importants d'argiles triàsiques. Constitueix una singularitat geològica d'especial interès paisatgístic, a causa dels seus relleus culminants amb formes especials, com a resultat de l'erosió dels materials per escorrentia de les aigües. Cal destacar l'anticlinal buit de la Juncosa.
- Impactes: Al massís de Montmell es produeix una forta pressió antròpica perimetral, atesa la intensa urbanització de segona residència que l'envolta. Les activitats extractives i els abocadors situats a les parts externes perimetrals també n'afecten l'estat de conservació.
- Vulnerabilitat natural: Les comunitats vegetals xeròfiles són altament inflamables, amb un elevat risc d'incendi forestal. Cal esmentar també la vulnerabilitat d'alguns elements de la fauna invertebrada.

## Biodiversitat
La funció principal dels espais naturals protegits de Catalunya és conservar mostres representatives de la fauna, la flora i els hàbitats propis del territori, de manera que es puguin desenvolupar els processos ecològics que donen lloc a la biodiversitat (l'àmplia varietat d'ecosistemes i éssers vius: animals, plantes, els seus hàbitats i els seus gens). Tot i els grans efectes dels incendis forestals, el Montmell-Marmellar es caracteritza per l'alzinar litoral. Cal remarcar-hi la presència d'algunes espècies singulars de la fauna invertebrada i de vertebrada associada als ocells 

### Vegetació i flora
El paisatge totalment mediterrani està format per un conjunt d'unitats ordenades, bàsicament, en funció de l'altitud i l'orografia de la serra. El Montmell estableix la transició entre les últimes irradiacions de la màquia litoral de garric i margalló (Querco-Lentiscetum), localitzada als costers secs dels vessants marítims, i l'alzinar litoral amb marfull (Quercetum ilicis galloprovinciale) de la resta del territori.
La naturalesa calcària del terreny i la influència dels incendis han afavorit l'existència de grans extensions de màquia on abunda el garric (Quercus coccifera). Els alzinars han estat profundament transformats i el paisatge actual és dominat per les brolles, garrigues i prats secs, així com per les pinedes de pi blanc (Pinus halepensis). Cal, però, remarcar la presència d'alguns alzinars relictes molt ben conservats, exclusivament refugiats als vessants obacs.

### Fauna
La fauna, característica de les serres prelitorals, presenta uns elements predominantment mediterranis a tots els àmbits. Malgrat ser relativament empobrida pel que fa als grans predadors, algunes espècies hi són ben representades, com ara rapinyaires de gran interès de cara a la conservació, com l'àguila cuabarrada (Aquila fasciata). Altres espècies d'ocells interessants són el còlit negre (Oenanthe leucura) o el tallarol emmascarat (Sylvia hortensis). Dels rèptils trobem l'escurçó mediterrani (Vipera latasti). Pel que fa als invertebrats, destaca la presència d'un mol·lusc endèmic de les fonts d'aquest territori: Bythinella alonsoae.

## Protecció
L'Espai Natural Protegit del Montmell-Marmellar va ser incorporat al PEIN pel Decret 328/1992, pel qual s'aprovava el PEIN. Aquest Espai va ser declarat per primera vegada com a Zona d'especial protecció per a les aus (ZEPA) i com a LIC el 2006; posteriorment, va ser ampliat com a espai Natura 2000 mitjançant l'Acord del Govern 112/2006, de 5 de setembre, que va aprovar la xarxa Natura 2000 a Catalunya. Així mateix, mitjançant el Pla especial se'n va fer la delimitació definitiva. El Pla complementa el règim normatiu bàsic de protecció establert pel PEIN amb determinacions específiques per a aquest Espai.